# Посёлок опытного производственного хозяйства «Манихино»
Посёлок опытного производственного хозяйства «Манихино» — населённый пункт, входящий в Ивановское сельское поселение Истринского района Московской области. Население — 224 чел. (2010).
Посёлок берёт своё начало от ФГУП «Опытно-производственное хозяйство „Манихино“», хотя в 2005 г. располагалось данное хозяйство (юридически) в соседней д. Ивановское, а по документам 2009 г. в деревне Павловское.
Расположен в 29 километрах западнее Москвы, между ст. Лукино Большого кольца МЖД и Московским Малым Кольцом. Центральная кольцевая автомобильная дорога, которая будет проложена в этих краях, по проекту «отодвинута» на запад, за г. Истру.
Своё название посёлок получил от существующего опытно-производственного хозяйства «Манихино», которое занимается выращиванием кроликов для московских НИИ. ОПХ «Манихино» в свою очередь получило это название от одноимённой железнодорожной станции. В связи с нахождением в одной местности трех населенных пунктов с названием «Манихино», ОПХ в обиходе называют «Крольчатником».

## Население
| 2002 | 2006 | 2010 |
| ---- | ---- | ---- |
| 244  | ↗252 | ↘224 |